# Hockey Como
 (mars 2025).
Si vous disposez d'ouvrages ou d'articles de référence ou si vous connaissez des sites web de qualité traitant du thème abordé ici, merci de compléter l'article en donnant les références utiles à sa vérifiabilité et en les liant à la section « Notes et références ».
L'Associazione Hockey Como est un club de hockey sur glace basé à Côme en Lombardie en Italie. Il évolue dans l'IHL, le deuxième niveau italien.

## Historique
Le club est fondé en 1971. Il évolue dans l'IHL, le deuxième niveau italien.

## Palmarès
- Vainqueur de la Serie B: 1984, 1989, 1999.